# Augustus Octavius Bacon

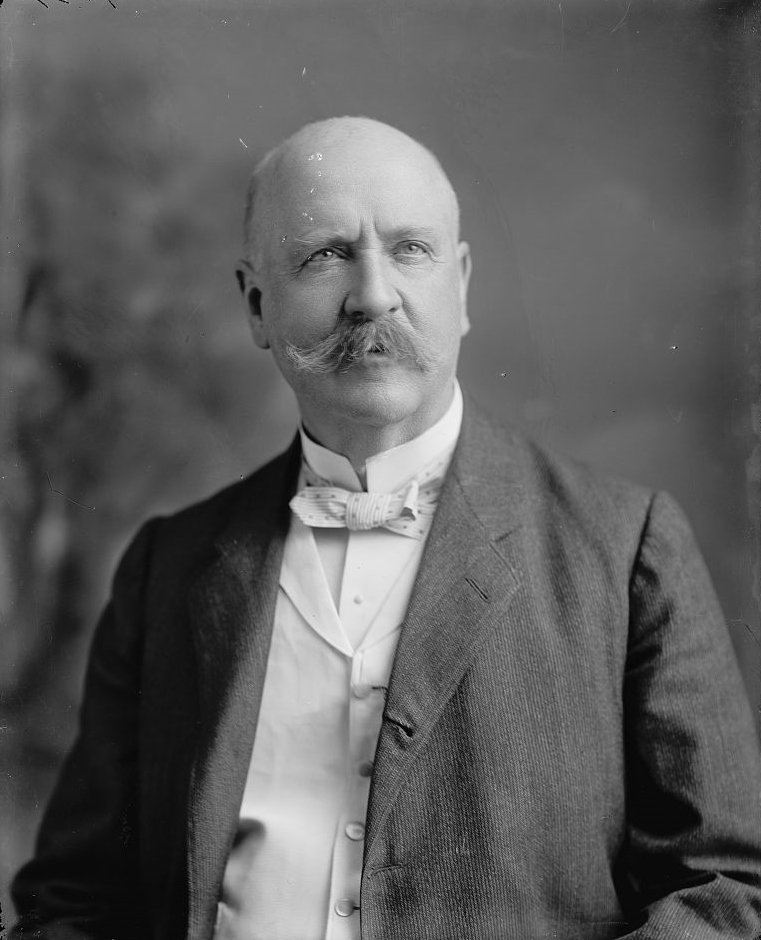
Augustus Octavius Bacon

Augustus Octavius Bacon (* 20. Oktober 1839 im Bryan County, Georgia; † 14. Februar 1914 in Washington, D.C.) war ein US-amerikanischer Politiker der Demokratischen Partei. Von 1895 bis zu seinem Tod saß er für den US-Bundesstaat Georgia im US-Senat.

## Biographie
Augustus Bacon wurde im Bryan County geboren, wo er auch seine Kindheit verbrachte. Im Jahr 1859 schloss er sein Jurastudium an der University of Georgia ab. Während seiner Studienzeit war er Mitglied der Studentenverbindung Phi Kappa Literary Society.
Während des Sezessionskrieges diente Bacon in der Confederate States Army. Ein Sklave namens Richmond musste ihn in die Armee folgen und verstarb während des Krieges, wie Bacon in Briefen an seine Familie berichtete. Nachdem Georgia zur Union zurückgekehrt war, wurde er von 1871 bis 1886 Abgeordneter im Repräsentantenhaus von Georgia. Diesem saß er einen Großteil seiner Amtszeit als Speaker vor. 1894 wurde er erstmals als einer der beiden Vertreter Georgias in den US-Senat gewählt. Die Wiederwahl gelang ihm insgesamt drei Mal. Während seiner Tätigkeit im Kongress war er unter anderem Vorsitzender des Auswärtigen Ausschusses. Zwischen 1911 und 1913 diente Bacon mehrfach als Präsident pro tempore des Senats der Vereinigten Staaten, da sich aufgrund der schwierigen Mehrheitsverhältnisse Demokraten und Republikaner auf diese Kompromisslösung geeinigt hatten. Als Senator setzte sich Bacon unter anderem dafür ein, dass Straßen in Washington, D.C. nach den Bundesstaaten benannt werden. 1908 konnte Bacon einen Erfolg verbuchen: Die Brightwood Avenue wurde in Georgia Avenue umbenannt. Die vormalige Georgia Avenue, eine verkehrstaktisch eher unbedeutende Straße, wurde in Potomac Avenue umbenannt.
Im Alter von 74 Jahren starb Bacon in Washington, D.C. Er wurde auf dem Rose Hill Cemetery in Macon beigesetzt.